# J’Anna Jacoby
J’Anna Jacoby, auch J’anna Jacoby (* 26. April 1964 als Janna J. Jacoby in Butte County, Kalifornien) ist eine US-amerikanische Musikerin. Über den Bereich der klassischen Musik hinaus wurde sie als Begleiterin auf den Tourneen zahlreicher Popstars bekannt, wobei sie hauptsächlich die Violine und die Mandoline spielt.

## Leben

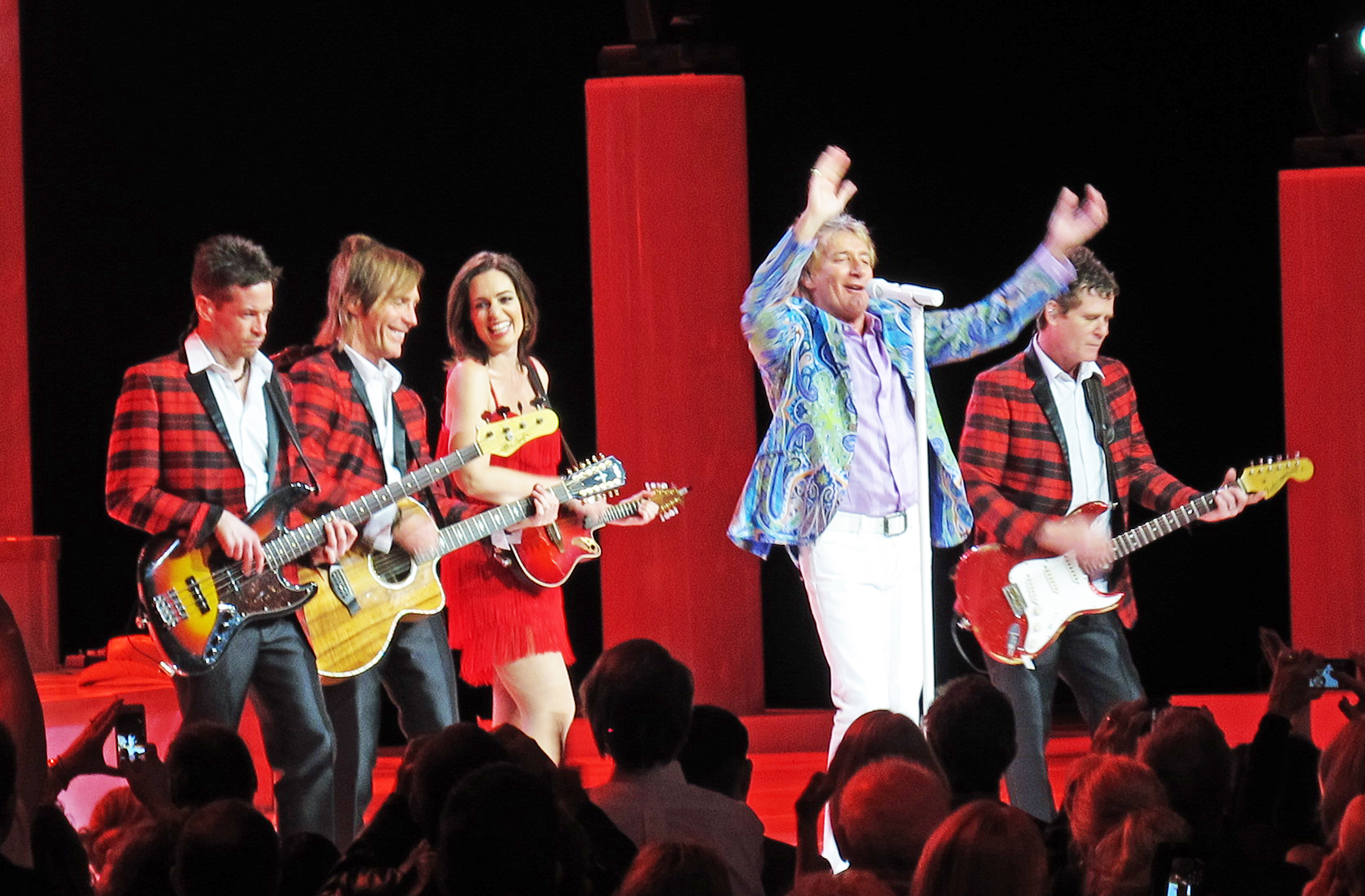
J'Anna Jacoby und Rod Stewart (2013)

J’Anna Jacoby studierte Violine in den USA und am Konservatorium Wien. Sie war bis 2003 Mitglied der Rock-Band The Black Watch. Seither ist sie freischaffend tätig. Als Begleitmusikerin im Studio oder auf Tourneen ist sie auf zahlreichen CDs anderer Künstler zu hören, wie beispielsweise Michael Crawford, John Tesh, Tony Bennett, Glen Campbell, Shirley Bassey, Pam Tillis, Engelbert, Natalie Cole, George Benson, Sir Bob Geldof und The Format. Seit Jahren ist sie feste Begleiterin auf den Tourneen des Rocksängers Rod Stewart und wird von diesem auch in die Show einbezogen.
J’Anna Jacoby pflegt unterschiedliche Musikstile wie klassische Musik, Pop, Rock, Celtic, Country & Western, Jazz und Flamenco. Auch bei Soundtracks für Film und Fernsehen wirkt sie gelegentlich mit. Sie spricht seit ihrer Wiener Zeit fließend Deutsch.

## Diskografie
- 1976: J'Anna Jacoby – Little Girl With Her Hair All Down Behind (LP), Paradise Productions
- 1980: J'Anna Jacoby, Mark Petteys – Double Barrel Bluegrass (LP), Paradise Art Publishers
- 2000: Be Yourself (CD, Maxi), RCA

## Auszeichnungen
Jacoby gewann 1978 den Grand Master Fiddler Championship, ein Wettbewerb, der jährlich in den USA ausgetragen wird, um die besten Geiger der Welt zu küren.